# ماكوتو يوكوهاما
ماكوتو يوكوهاما (باليابانية: 横濱 誠) (22 سبتمبر 1976 في توتشيغي في اليابان – )؛ هو لاعب كرة قدم سابق كان يلعب كلاعب وسط.